# Samenvattend verband
Een samenvattend verband is een zins- of alineaverband dat een samenvatting tussen zinnen of alinea's aanduidt. Signaalwoorden die zo'n verband kunnen aanduiden zijn: kortom, samenvattend, al met al, om kort te gaan.
Voorbeeld: "Het bestuur wil strenge maatregelen nemen tegen de speler. De spelersraad vindt dit overdreven en de leider van het team denkt dat een waarschuwing voldoende is. Kortom, het is nog onduidelijk hoe dit gaat aflopen."
Concluderend verband · middel-doelverband · oorzakelijk verband · opsommend verband · redengevend verband · samenvattend verband · tegenstellend verband · toelichtend verband · uitleggend verband · vergelijkend verband · voorwaardelijk verband